# Pololo
Miguel Durán Terry, meglio noto come Pololo (Oviedo, 5 agosto 1901 – Oviedo, ottobre 1934), è stato un calciatore spagnolo, di ruolo difensore.

## Biografia
Miguel Durán Terry era l'unico figlio maschio di Miguel Durán Walkinshaw, direttore della fabbrica Explosivos de Coruño y Santa Bárbara. Prima degli anni '20 si trasferì a Madrid, dove studiò per diventare ingegnere minerario, nel cui istituto fu fondato qualche anno prima l'Athletic Club de Madrid (oggi conosciuto come Atlético Madrid).
Nel 1934, con l'inizio della Rivoluzione delle Asturie, fu assassinato insieme a suo padre e ad altri ingegneri a Oviedo.

## Carriera

### Club
Pololo fu incorporato nel club nel 1919, giocando solo nei campionati regionali e talvolta in coppa di Spagna. Rimase all'Athletic Club de Madrid per otto stagioni collezionando in totale 64 presenze e 10 reti.
Nel 1926 tornò a Oviedo per entrare a far parte dell'azienda di famiglia e iniziò a giocare nel Real Oviedo, partecipando alla Segunda División.

### Nazionale
Pololo giocò anche due partite amichevoli con la nazionale spagnola, entrambe contro il Portogallo, a distanza di due anni tra una partita e l'altra.